# Idactus multifasciculatus
Idactus multifasciculatus là một loài bọ cánh cứng trong họ Cerambycidae.